# Yukio (cómic)
Yukio (小林由紀夫) es una personaje japonesa que aparece en los cómics estadounidenses publicados por Marvel Comics. Es una ninja femenina de origen japonés y una personaje secundaria de los X-Men, particularmente asociada con Wolverine.
Originalmente concebida como un interés amoroso de Tormenta, la relación de los personajes quedó relegada a un subtexto después de que el editor en jefe de Marvel Comics, Jim Shooter, ordenara que no se pudieran representar parejas del mismo género en los cómics durante su mandato en el compañía.
Yukio fue interpretada por Rila Fukushima en la película The Wolverine (2013); y su versión adolescente es interpretada por Shiori Kutsuna en la película Deadpool 2 (2018) y  Deadpool & Wolverine (2024) uniéndose al Universo Cinematográfico de Marvel.

## Historial de publicaciones
Yukio apareció por primera vez en Wolverine # 1 (septiembre de 1982), creado por el escritor Chris Claremont y el artista Frank Miller.

## Biografía del personaje ficticio
Se produjo el primer encuentro de los X-Men con Yukio cuando Wolverine tuvo su lucha con Shingen Yashida, padre de la novia de Wolverine, Mariko Yashida. En ese momento Yukio trabajó para Shingen, y una de sus tareas era matar a Wolverine. En cambio, desarrolló un flechazo por él y posteriormente le ayudó a provocar la caída de Shingen.
Más tarde, Wolverine invitó a su equipo a Japón para su boda con Mariko, a la que Yukio se unió posteriormente. Viper y el Samurái de Plata envenenaron a la X-Men durante una cena que Logan organizó para ellos. Logan, saboreando el veneno, le advirtió a Ororo y le sacó la copa de la mano antes de que pudiera beberlo. Mientras los otros se estaban recuperando del ataque, Tormenta, Wolverine, Rogue (que había sido en gran medida afectada), y Yukio fueron tras Viper y el Samurái de Plata para detener el plan del Samurái para asesinar a Mariko, quien era su media hermana. Yukio se hizo pasar por un señuelo, disfrazándose de Mariko para guiarlos lejos de ella. Durante su altercado con Viper y Samurái de Plata, Tormenta atacó al Samurái de Plata con su rayo, descubriendo con horror que sus poderes estaban fuera de control. Tormenta atrajo el rayo de vuelta a ella misma, casi electrocutándose a sí misma en el proceso. Yukio sacó a Tormenta de la trayectoria de sus rayos y la llevó con ella a la bahía cercana, permitiéndoles escapar del Samurái de Plata. En realidad, estos eventos habían sido producidos e influenciados por el villano mutante Mente Maestra, que estaba realizando una campaña de venganza contra la X-Men en el momento. También fue responsable de la detención posterior de la boda de Wolverine y Mariko.
Tormenta, inspirada en lo que llamó la «locura» de Yukio y pasión por la vida, cambió radicalmente su imagen y adoptó un nuevo aspecto: un corte de pelo mohawk, cuello tachonado y ropa de cuero negro. Yukio más tarde se reunió una vez más con Wolverine para ayudarle a luchar contra el maestro ninja Ogun. Ella tiene una rivalidad con el Hombre X, Gambito. Ambos siendo ladrones, a menudo trataron de robar el mismo objeto. Yukio culpó a Gambito por un crimen que ella cometió. Yukio es también parte de la red de información secreta del Profesor X de humanos y mutantes, conocidos como Subterráneo Mutante.
Después de la muerte de Mariko Yashida, Wolverine envió a su hija adoptiva, Amiko Kobayashi, a una familia de acogida. Más tarde se descubrió que sus nuevos padres adoptivos eran abusivos y sólo les interesaba el dinero. Wolverine llevó a Amiko lejos de ellos y le pidió a Yukio que la criara. Esta adopción no oficial estaba bajo la protección del Samurái de Plata, ahora aliado de Wolverine. Yukio entrenó a Amiko en las artes marciales y para su sorpresa le gustaba su nuevo papel como madre. Cuando Sabretooth se fijó en los amigos y familiares de Wolverine, contrató a Omega Rojo y Lady Deathstrike para secuestrar a Amiko. Yukio combatió a los dos, pero fue vencida y herida de gravedad, y la dejó en una silla de ruedas. Le pidió a Wolverine que la matara, pero Wolverine se negó y salvó a Amiko poco después. Yukio reapareció y estaba totalmente recuperada de sus lesiones anteriores. Ella se unió a Tormenta de nuevo para entrar en la Arena, un club de lucha para los mutantes. Al final Yukio, Tormenta, y Callisto dominaron la arena.
Más tarde, Yukio y Amiko fueron atacados por Hellverine (un ser demoníaco que había tomado el cuerpo de Wolverine con el fin de matar a sus seres queridos) por orden de Satán. Su confusión sobre el comportamiento falso de Wolverine le hizo ganar a Yukio lesiones graves, pero Amiko regresó de la escuela, justo a tiempo para salvar a ambos de Hellverine. Cuando Wolverine vuelve a Japón para detener una guerra entre la Mano y los Yakuza, se ve que Yukio vuelve a estar en una silla de ruedas debido al ataque de Hellverine.
Como parte del evento All-New, All-Different Marvel, se muestra a Yukio corriendo un club nocturno ilegal en Osaka, Japón, cuando es visitado por Máquina de Guerra donde le pregunta sobre los ninjas basados en la tecnología. Yukio dice que no puede decir nada si quiere que su negocio se mantenga a flote. Después de ser amenazado con la posibilidad de que los Vengadores asalten el lugar, Yukio señala a Máquina de Guerra a un hombre bastante grande y musculoso, vestido con un esmoquin, que sale de la discoteca con dos señoras que entran en el auto con él.

## Características y habilidades
Yukio es una ladrona ocasional de profesión, así como una rōnin, un samurái sin maestro. Yukio ha sido retratada como un espíritu libre con un desprecio casi descuidado por la seguridad personal. Según su propia filosofía de vida, vivir en peligro es la máxima aventura, mientras que la paz de la muerte es el premio final que le espera a cada persona que realmente ha vivido. En 2011, UGO Networks la presentó en su lista de 25 Hot Ninja Girls, comentando: «Si bien su corte de pelo corto y negro y su atuendo de cuero ajustado la hacen salir como una adición infame al mundo de los X-Men, Yukio ha demostrado ser bastante útil no mutante para Wolverine y sus amigos».
Si bien Yukio es muy hábil en las artes marciales, sus armas especiales son Shuriken tipo bisturí, de las cuales puede lanzar hasta tres a la vez con una precisión mortal. Wolverine bromeó una vez que el verdadero nombre de Yukio era «Yukiko».

## Otras versiones

### X-Men: The End
En la serie X-Men: The End, existe una versión Skrull de Yukio. El Skrull se disfraza como Yukio en una misión para eliminar a Tormenta y Wolverine por órdenes de los Shi'ar. Es asesinado por los poderes de hielo de Tormenta.

## En otros medios

### Televisión
- Yukio aparece en Marvel Anime: Wolverine con la voz de Romi Park en la versión japonesa y de Kate Higgins en el doblaje en inglés. En la serie, en vez de lanzar cuchillos y shurikens, utiliza cuchillas circulares retráctiles arrojadizos. Después de rescatar a Wolverine de algunos matones Yakuza, Yukio ayuda a Wolverine en su búsqueda para liberar a Mariko Yashida de su compromiso con Hideki Kurohagi (el actual líder de Madripoor). Esto era parte de su misión para buscar venganza contra el padre de Mariko, Shingen, por matar a sus padres, que anteriormente trabajaban para él. Ella muere en la batalla contra Shingen el episodio final tras confesar haber matado al amigo de Logan, Tesshin Asano.

### Películas
- La personaje aparece en la película de 2013 The Wolverine, interpretada por Rila Fukushima. Además de ser una luchadora experta, es una mutante,[15] con la capacidad de prever la muerte de otros. Fue adoptada por la familia Yashida como compañera de Mariko Yashida desde niña. Ella ayuda a Wolverine a salvar a Mariko de su loco abuelo y de la Dra. Green / Viper. Al final de la película, se designa a sí misma como la «guardaespaldas» de Logan.[16][17] Fukushima dijo sobre el papel: «Mi personaje es muy físico. Yukio y Wolverine tienen mucho en común. Ella realmente lo cuida y él también se preocupa por ella».[18] El director James Mangold describió a Yukio como una luchadora letal que es «sexy y casi como surgido del mundo del anime».[19]
- Una Yukio más joven aparece en la película de 2018 Deadpool 2 como la novia de Negasonic Teenage Warhead, interpretada por Shiori Kutsuna.[20][21] En esta versión, la personaje parece ser una amalgama de Yukio y Surge, que usa habilidades eléctricas. Su cabello está teñido de púrpura, y gran parte de su diálogo es felizmente decir «¡Hola, Wade!», Independientemente de la situación. Más tarde, ella ayuda a Negasonic Teenage Warhead y Colossus para deztronar a Juggernaut. A mediados de los créditos, Yukio repara el dispositivo de viaje en el tiempo de Cable para Deadpool. También es miembro de los X-Men y X-Force. Los escritores se sintieron libres de usar el personaje de cualquier forma que la película necesitara debido a que ella solo tenía un papel menor en los cómics.[21]
- Yukio volverá para Deadpool 3 (2024) uniéndose al Universo cinematográfico de Marvel.[22]En 2024, Yukio fue invitada a la fiesta de cumpleaños sorpresa de Wilson en su apartamento, junto con Negasonic y Colossus, así como el resto de los amigos de Wilson. Peter Wisdom le mostró a Yukio y Negasonic su piercing de cadena, que Yukio se puso. Unos días después, después de que Wilson salvó su universo para proteger a sus amigos, se encuentra con los demás en una cena, junto con Logan y Laura, al conocerlos.

### Videojuegos
- Yukio aparece en el videojuego Marvel Heroes como un personaje no jugable. Ella está buscando la Espada Muramasa, que se ha destrozado. Está en manos del jugador de encontrar las piezas que faltan y regresárselas a ella.

## Recepción
En 2011, UGO Networks la presentó en su lista de 25 Chaladas Ninja, comentando: «Mientras que su corto, corte de pelo negro y traje de cuero ceñido le hacen salir como una adición nefasta al mundo de los Hombres X, Yukio ha demostrado ser un no mutante muy útil a Wolverine y sus amigos.»